# Taça de Angola de Hóquei em Patins de 2016
A Taça de Angola de Hóquei em Patins é a segunda maior competição de hóquei em patins em Angola, e é disputada por todos os clubes Angolanos. 

## Quartos de Final
| Equipe 1            | Total | Equipe 2                 | 1.º jogo | 2.º jogo |
| ------------------- | ----- | ------------------------ | -------- | -------- |
| Académica de Luanda | 12–9  | 1º de Agosto             | 8–3      | 4–5      |
| Petro de Luanda     | 8-6   | Sagrado Coração de Jesus | 3–2      | 5–4      |
| Académica do Lobito | 7–7   | Atlético do Namibe       | 2–3      | 5–4      |
| Marinha de Guerra   | 8–6   | Exército                 | 6–2      | 2–4      |

## Meias de Final
| Equipe 1            | Total | Equipe 2            | 1.º jogo | 2.º jogo |
| ------------------- | ----- | ------------------- | -------- | -------- |
| Académica de Luanda | 9–4   | Marinha de Guerra   | 5–0      | 3–4      |
| Petro de Luanda     | 13-4  | Académica do Lobito | 4–1      | 9–3      |

## Final
|                     | Res.  |                 |
| ------------------- | ----- | --------------- |
| Académica de Luanda | 6 – 1 | Petro de Luanda |

Marcadores:
Académica Luanda - Márcio(3), Chuinho (1), Bebo (1) e Danilson (1)
Petro Luanda - Gato Pretro.

## Ligações Externas

### Sítios Angolanos
- Federação Angolana de Hóquei Patins
- Petro de Luanda
- Primeiro de Agosto
- jornaldosdesportos
- ANGOP, Angência Angola Press com atualidade do Hóquei Patins neste País

### Internacional
- Ligações ao Hóquei em todo o Mundo
- Mundook-Actualidade Mundial do Hóquei Patinado
- desporto.sapo